# ليخايو
ليكيون (Λέχαιον) هي مدينة في كورينثيا في مقاطعة كينتريكي إلادا في اليونان.